# 457
457 (CDLVII na numeração romana) foi um ano comum do século V do Calendário Juliano, da Era de Cristo. a sua letra dominical foi F (52 semanas). Teve início a uma terça-feira e terminou também a uma terça-feira.
| Ano completo                       |
| ---------------------------------- |
| Ano comum com início à terça-feira |

## Eventos
- 7 de Fevereiro - Coroação de Leão I, o Trácio.
- 28 de dezembro — Majoriano é aclamado imperador do Império Romano do Ocidente e reconhecido pelo imperador Leão I, o Trácio.
- Requiário I, rei dos Suevos, é preso e condenado à morte. O reino suevo é entregue a Agiulfo, subordinado do rei visigodo.
- Quilderico I - Rei dos francos sálios sobe ao poder.
- Teodorico II invade o Portucale

## Nascimentos
- Maldras - Rei suevo.

## Mortes
- Marciano (n. 390) - Imperador Romano.
- Agiulfo - Rei suevo.
- Frantano - Rei suevo.